# Torsburgen
Torsburgen, Tors borg eller þors borg er resterne af et voldsted i Kräklingbo på den svenske ø Gotland i Østersøen. Voldstedet dækker omkring 1,2 km², og blev etableret mellem år 0 og 300-tallet, og den var i brug op igennem vikingetiden og frem til 1100-tallet.  Den er anlagt på en bakketop, der er beskyttet af høje klipper.
Torsburgen nævnes i Gutasagaen, og pleateauet er i dag et naturreservat.